# ジョンズ・ホプキンズ大学出版局
ジョンズ・ホプキンズ大学出版局（ジョンズ・ホプキンズだいがくしゅっぱんきょく 英: Johns Hopkins University Press JHU プレス、JHUPとも）はジョンズ・ホプキンズ大学の出版部門で1878年設立。アメリカでもっとも長く続く大学出版局である。出版媒体は書籍、雑誌および電子データベースを手がけ、件数の総計によりアメリカ国内最大の大学出版のひとつに数えられる。本拠地はボルチモア市チャールズ・ビレッジ（英語）。 

## 概要
大学初代学長ダニエル・コイト・ギルマン Daniel Coit Gilman が出版事業に取りかかったのは1878年で、当初は出版局設立1年目に専門誌『アメリカ数学会誌』、2年目に『アメリカ化学会誌』を創刊する。書籍の第1号は同学初の嘱託作家で詩人、音楽家のシドニー・レイニアー（1842年–1881年）の功績を称えた追悼集『Sidney Lanier: A Memorial Tribute』である（1881年発行）。 
出版局は1891年にジョンズ・ホプキンズ出版に改称、1972年から現在のジョンズ・ホプキンズ大学出版局と称する。本拠はボルチモア市内のホームウッド大学校地（Homewood Campus）と構外の移転を繰り返し、1993年に同市内チャールズ・ビレッジ地区に恒久的な拠点を取得する。転入先は1897年創建という花崗岩とレンガ造りの建築で、ローマカトリックの聖フィリップ聖ジェロニモ教区教会であったものを転用し、現在は5階建てに増床してある。 
125年の歴史で局長職についた人物は8名のみである。ニコラス・マレー（1878年–1908年）。クリスチャン・W・ディッタス（1908年–1948年）。ハロルド・E・イングル（1948年–1974年）。ジャック・G・ゲールナー（1974年–1996年）。ウィリス・G・ロジェー（1996年–1998年）。ジェームズ・D・ジョーダン（1998年–2003年）。キャスリーン・キーン（2003年–2017年）。バーバラ・ポープ（2017年–2021年時点現職）。

## 出版物と部門
JHU出版局は年間に学術雑誌90誌と新刊書籍200件超を発行している。1993年以来、同局はオンラインでプロジェクトMUSEを運営、学術雑誌550誌超と電子書籍の2万件超をデータベース化している。
事業部門は3つで構成する。
- 書籍出版：版権処理、原稿の編集、装丁と制作、マーケティング。
- 学術雑誌と電子出版：プロジェクトMUSEを含む。
- ホプキンス受発注サービス（HFS）：受発注管理、情報システムおよび配送センター

### 定期刊行物の例
- Hollins University and The Children's Literature Association. Children's literature : annual of The Children's Literature Association and The Modern Language Association Division on Children's Literature. Johns Hopkins University Press. 国立国会図書館書誌ID:000000160642、ISSN 0092-8208。アメリカ児童文学協会（ウィキデータ）の年報。
- The lion and the unicorn. The Johns Hopkins University Press.  ISSN 0147-2593. 副題『A critical journal of children's literature』、第1巻第1・2合併号（1977年）より継続中、NCID AA10995757、LCCN 77-646850。児童文学の講評

### 児童文学研究
- Iser, Wolfgang. The act of reading : a theory of aesthetic response. The Johns Hopkins University Press, 1978. 国立国会図書館書誌ID:030108374。読書術と芸術への反応
- Sokoloff, Naomi B. IMAGINING THE CHILD IN MODERN JEWISH FICTION. The Johns Hopkins University Press, 1992. ISBN 0801843731. 現代ユダヤ文学における児童像
- Mernitt, Russell ; Kaufman, J. B. WALT in Wonderland : The Silent Films of Walt Disney. The Johns Hopkins University Press, 1993. ISBN 0801849071。ウォルト・ディズニーのサイレント映画研究
- Clark, Beverly Lyon. Kiddie Lit : The Cultural Construction of Children's Literature in America. Julie Burris (表紙画), The Johns Hopkins University Press, 2003. ISBN 0801881706. アメリカの児童文学という文化の構築
- Weikle-Mills, Courtney. Imaginary citizens : child readers and the limits of American independence, 1640-1868. The Johns Hopkins University Press, 2013. 国立国会図書館書誌ID:023990942. 子供読者という仮想の国民とアメリカ独立の限界
- Abate, Michelle Ann. Bloody murder : the homicide tradition in children's literature. The Johns Hopkins University Press, 2013. 国立国会図書館書誌ID:024394510. 児童文学における殺人の系譜。